# Кія Бузург-Умід
Кія Бузург-Умід (перс. کیا بزرگ امید; д/н — 9 лютого 1138) — 2-й да'ї (проповідник-володар) і худжат (намісник імама) Аламутської (Нізаритської) держави у 1124—1138 роках.

## Життєпис
Походив з дейлемітів. Народився в місті Рудбар. Замолоду долучився до ісмаїлітського проповідника Хасана ібн Саббаха. Близько 1104 року захопив замок Ламбсар, що став базою для асасинів, яких зрештою фактично очолив. Він відбудував фортецю, забезпечив її водою та садами. 1117 року успішно протистояло облозі сельджуцького еміра Ануштегіна Ширгіра.
11 червня 1124 року, за день до своєї смерті Хасан ібн Саббах призначив його своїм наступником. Загалом він дотримувався релігійної політики попередника, суворо дотримувався шаріату. Разом з тим відомий насамперед адміністративними, політичними і військовими реформами. Саме він перетворив співдружність окремих грмоад-нізаритів в міцну єдину державу зі столицею в Аламуті. Релігійним очільниками вважалися імами ісмаїлітів — спочатку Алі аль-Хаді ібн Нізар, потім його син Мухаммад I аль-Мухтаді (так званні приховані імами, що мешкали у фортеці Ламбсар.
1126 року Кія Бузург-Умід зазнав нападу сельджуцького султана Ахмада Санджара, але Аламут витримав облогу. Цим підняв свійпрестиж, оженився на доньці Шах-Газі Рустама, еспахбада держави Бавандів.
Протягом панування вдалося захопити більшу частину районів Ешкевар і Талекан, 1131 або 1132 року в Ґіляні переміг останнього імама зейдитів — Абу Хашима. На момент смерті володіння на заході досягали гор Ельбурс іобласть Рудбар, доходячи до околиць Казвіну, на півдні доходили до міста Дамган та системи Загрос в Лурестану (у вигляді окремих анклавів і гірських замків). Втім спроби зміцнити володіння вСирії зазнали проотягом 1124—1129 років невдачі. З 1133 року фактично сирійські нізарити стали самостійними.
Часто зображується як шляхетний правитель. відомий випадок, коли він захищав свого старого ворога — еміра Яран-Куша Баздара з Казвіна, що втік до Аламута.
Ще однією зміною в уряді під час його правління стало зменшення числа вбивств ассасинами. Було вбито сельджуцького візира Муїн ад-діна Каші (за підбурювання Санджара проти нізаритів) 1127 року, фатімідського халіфа Аль-Аміра 1130 року зазаперечення держави і вірувань Аламута, аббасидського халіфа Аль-Мустаршида Біллаха 1135 року, сельджуцьких валі (намісників) Ісфагану, Мараги, Тебріза та муфтія Казвіна.
Помер 1138 року. Його поховали в гробниці Хасана ас-Саббаха біля замку Аламут, запачаткувавши цим ще одну традицію. Спадкував владу його син Мухаммад, який був призначений спадкоємцем 3 днями раніше. Цим було закладено спадковий принцип управління нізаритами і остаточно оформлено монархічна форма управління Аламутом.

## Творчість
Вважається автором молитви перед сном під назвою «Ду'а дар хінгам-і шаб», складеної фарсі, що тепер зберігся в рукописі Інституту ісмаїлітських досліджень у Лондоні.